# Lê Đăng Doanh
Tiến sĩ Lê Đăng Doanh (sinh 1942) nguyên là Viện trưởng Viện Nghiên cứu Quản lý Kinh tế Trung ương (Central Institute for Economic Management - CIEM), Hà Nội, Việt Nam.

## Thân thế và học tập
Lê Đăng Doanh, sinh năm 1942 ở Hà Nội, là con trai của Lê Tư Lành nhà giáo, nhà nghiên cứu lịch sử, văn học. Ông là một trong 350 Moritzburger . Sau khi tốt nghiệp đại học tại trường Đại học Kỹ thuật Leuna-Merseburg (Đức) năm 1967 ông sang Moskva năm 1984 để học bồi dưỡng về quản lý kinh tế và được cấp chứng chỉ tại Viện hàn lâm kinh tế quốc gia Nga.
Ông bảo vệ tiến sĩ kinh tế ở Việt Nam năm 1997.

## Sự nghiệp
Từ năm 1968 đến năm 1978, ông làm chuyên viên Văn phòng Chính phủ Việt Nam và là trưởng phòng ở CIEM từ năm 1987 đến năm 1988. Ông là chuyên viên cao cấp từ năm 1988-1990, từng làm thư ký kinh tế cho văn phòng của các nhà lãnh đạo Phạm Văn Đồng, Nguyễn Văn Linh, Đỗ Mười, Nguyễn Duy Trinh,... Ông được bổ nhiệm làm viện trưởng CIEM từ năm 1993.
Ông đã viết rất nhiều bài về kinh tế Việt Nam và về vấn đề tham nhũng.
Từ năm 2007 đến 2009, ông là thành viên sáng lập của Viện nghiên cứu Phát triển IDS.
Vào đầu tháng 7 năm 2015, Liên Hợp Quốc đã bổ nhiệm Tiến sĩ Lê Đăng Doanh làm thành viên Ủy ban chính sách phát triển của Liên Hợp Quốc nhiệm kỳ 1/1/2016 đến 31/12/2018.

## Ý kiến
- Có mặt trong danh sách những người đã ký trong "Kiến nghị về sửa đổi Hiến pháp 1992" phổ biến vào ngày 19 tháng 01 năm 2013 tại Hà Nội[3]
- Theo BBC Việt ngữ, ngày 9.12.2015, ông cùng với 126 người khác, trong đó có các nhân vật như Nhà nghiên cứu Nguyễn Đình Đầu, Thiếu tướng Nguyễn Trọng Vĩnh, TS Nguyễn Quang A, GS Nguyễn Huệ Chi, GS Nguyễn Đình Cống, GS Chu Hảo, GS Tương Lai, Huỳnh Tấn Mẫm, Hồ Ngọc Nhuận, GS Trần Văn Thọ, GS Nguyễn Đăng Hưng, Đại sứ Nguyễn Trung, GS Phạm Xuân Yêm..., đã gửi một bức thư ngỏ đến Bộ Chính trị, Ban Chấp hành Trung ương khóa XI, các đại biểu dự Đại hội lần thứ XII và toàn thể đảng viên Đảng Cộng sản Việt Nam. Bức thư đề nghị "đổi tên đảng (không gọi là Đảng Cộng sản); đổi tên nước (không gọi là Cộng hòa xã hội chủ nghĩa); trả lại tự do cho những người khác chính kiến đang bị giam giữ; chấm dứt sự trấn áp và ngăn chặn nhân dân thực hiện quyền tự do dân chủ theo Hiến pháp" đồng thời nêu ý kiến "Thực tiễn của nước ta cũng như trải nghiệm của nhiều nước trên thế giới đã cho thấy rõ sai lầm và thất bại của đường lối xây dựng chủ nghĩa xã hội theo chủ nghĩa Mác - Lênin".[4]